# Dorota Masłowska
Dorota Masłowska (IPA: [dɔˈrɔta maˈswɔfska]) (Wejherowo, 3 luglio 1983) è una scrittrice, drammaturga e giornalista polacca.

## Biografia
Dorota Masłowska nasce il 3 luglio 1983 a Wejherowo. Si iscrive in seguito all'Università di Danzica presso la facoltà di psicologia, ma abbandona gli studi per trasferirsi a Varsavia dove frequenta i corsi culturali dell'Università di Varsavia. La sua prima apparizione nei mass-media avviene nel 2002, quando viene pubblicato il suo libro d'esordio Wojna polsko-ruska pod flagą biało-czerwoną (che letteralmente significa "La guerra russo-polacca sotto la bandiera bianco-rossa", tradotto in inglese come White and Red in Gran Bretagna o Snow White and Russian Red negli USA, e come Prendi tutto in italiano). Fortemente controverso, soprattutto perché il linguaggio utilizzato è stato giudicato da molti come volgare, cinico e semplice, il libro è stato apprezzato da molti intellettuali come fresco e innovativo. Tra i più ferventi sostenitori della Masłowska troviamo il poeta Marcin Świetlicki, il settimanale Polityka e rinomati scrittori come Jerzy Pilch. Un ammirevole esempio di letteratura post-moderna, il suo libro è subito diventato un best seller in Polonia, dove Masłowska ha ricevuto importanti riconoscimenti così come un importante supporto dalla critica. Difatti è stato presto tradotto in svariate lingue, come francese, tedesco, spagnolo, italiano, olandese, russo, inglese, ungherese, ceco e lituano, vincendo, tra l'altro, anche il Deutscher Jugendliteraturpreis.
Il suo secondo romanzo Paw królowej ("il pavone della regina") non riscosse il medesimo successo, nonostante la vittoria del premio letterario Nike nel 2006. Dal 2009, Dorota Masłowska risiede in modo permanente a Cracovia. Nel 2009 ha vissuto a Berlino con una borsa di studio per un progetto di scambio accademico tedesco. Collabora con varie riviste, i noti settimanali Przekrój e Wysokie Obcasy, così  come per il mensile Lampa e il trimestrale B EAT magazine.
La sua prima opera teatrale, Dwoje biednych Rumunów mówiących po' polsku ("una coppia di poveri rumeni di lingua polacca") è stata tradotta da Lisa Goldman e Paul Sirett e portata in scena per la prima volta in Gran Bretagna al Soho Theatre dal 28 febbraio al 29 marzo 2008 con un cast che comprendeva Andrew Tiernan, Andrea Riseborough, Howard Ward, Valerie Lilley, Ishia Bennison, John Rogan e Jason Cheater. Né Goldman né Sirett conoscono il polacco ed hanno basato il loro adattamento su una traduzione tecnica ed una fatta rigo per rigo con la stessa Dorota Masłowska a Londra nel 2007. Una traduzione americana dell'opera a cura di Benjamin Paloff è stata commissionata da TR Warszawa nel 2007 e portata in scena a New York.

## Opere
- 2002: Wojna polsko-ruska pod flagą biało-czerwoną. Varsavia: Lampa i Iskra Boża, ISBN 83-86735-87-2 (edizione inglese: White and Red, Atlantic Books, ISBN 1-84354-423-7; edizione americana: Snow White and Russian Red, Grove Press, ISBN 0-8021-7001-3)
- 2005: Paw królowej. Varsavia: Lampa i Iskra Boża, ISBN 83-89603-20-9
- 2006: Dwoje biednych Rumunów mówiących po polsku. Varsavia: Lampa i Iskra Boża, ISBN 83-89603-41-1. Tradotto in inglese come A Couple of Poor, Polish-Speaking Romanians, da Lisa Goldman e Paul Sirett, Oberon Books Ltd (29 Feb 2008), ISBN 1-84002-846-7, ISBN 978-1-84002-846-1
- 2008: Między nami dobrze jest, dramma
- 2010: Schneeweiß und Russenrot, dramma
- 2012: Kochanie, zabiłam nasze koty ("Honey, I Killed Our Cats"), romanzo